# Centaur (Youngstown)
Centaur is een Amerikaans historisch merk van vouwscooters.
De bedrijfsnamen waren: American Motor Scooter Company, Youngstown (Ohio), later Lombard Industries Inc., Ashland (Massachusetts) en American Lincoln Co, Toledo (Ohio). 
James Wilford Foster ontwikkelde deze vouwscooter, die bestemd was voor eigenaren van kleine vliegtuigen of boten. Hij werd vanaf 1960 geproduceerd. In 1962 werd de productie verplaatst naar Ashland, nadat een grote hoeveelheid aandelen waren verkocht aan Lombard Industries, een producent van kettingzagen, maar in 1964 werd dit bedrijf weer overgenomen door de American Lincoln Co. Dit bedrijf verhuisde in 1965 weer naar Toledo, Ohio, waar het kettingzagen bleef produceren, maar de productie van vouwscooters staakte.
De Centaur vouwscooter was voorzien van een 5,2 pk Clinton-tweetaktmotortje en kon in één minuut rijklaar gemaakt worden.
- Er bestonden meer merken met de naam Centaur, zie Centaur (Coventry) en Centaur (Forchheim)